# Oberinntal

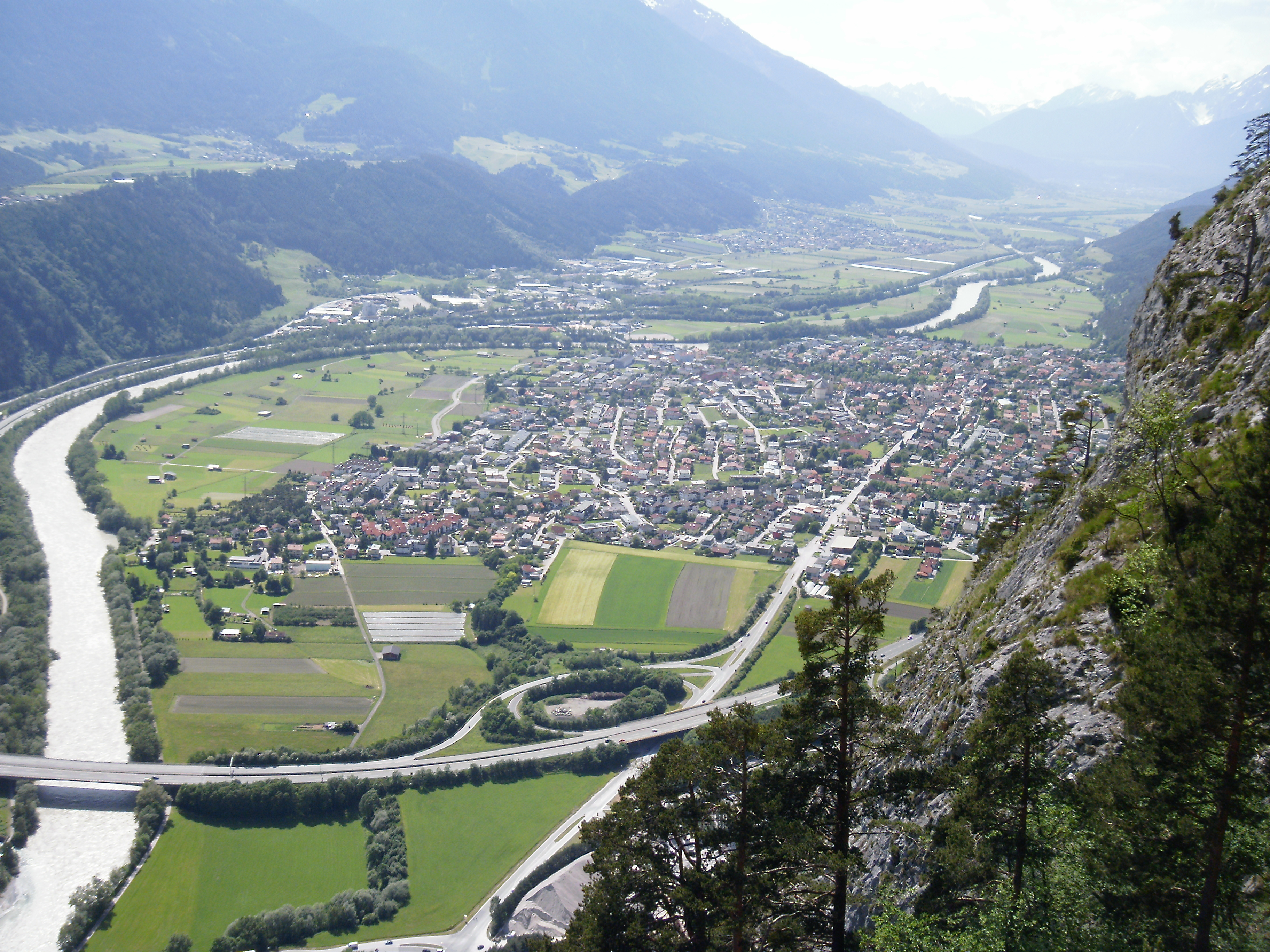
Blick ins Oberinntal Richtung Westen bei Zirl

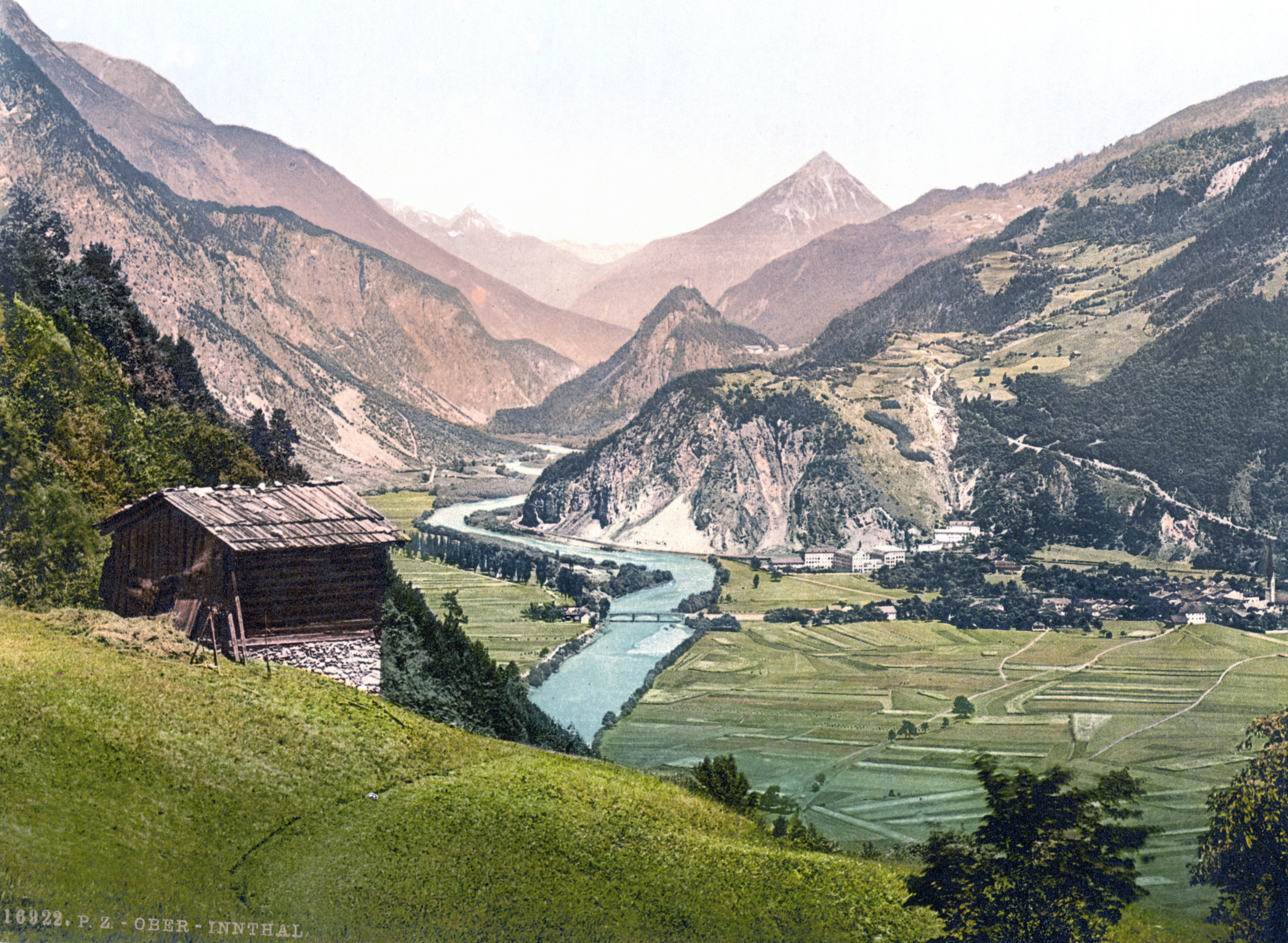
Das Oberinntal mit Zams um 1900

Als Oberinntal, auch Tiroler Oberinntal, wird der obere Bereich des Tiroler Inntals bezeichnet.

## Geographie
Das Oberinntal erstreckt sich von der Grenze zum Schweizer Engadin bis zur Einmündung der Melach wenige Kilometer westlich von Innsbruck. Der Bereich zwischen der Grenze und Landeck wird Oberes Gericht genannt. Das Oberinntal gehört zum Tiroler Oberland.
Das Tal ist (ohne Oberes Gericht) rund 90 km lang und von bis zu 3000 m hohen Bergen umgeben. Es trennt die Nördlichen Kalkalpen von den südlich gelegenen höheren Zentralalpen. 
Im Gegensatz zum Unterinntal ist das Oberinntal schmaler und an manchen Stellen durch Schluchten gebildet, etwa bei Zams und bei Roppen, oder bildet eine Bergsturzlandschaft am Eingang des Ötztals. Ab Silz ist der Talboden weitläufiger. Das Tal wird teilweise von Mittelgebirgsterrassen begleitet, darunter als größter dem Mieminger Plateau.
Als größte Seitentäler münden das Pitztal und das Ötztal von Süden und das Stanzer Tal und das Gurgltal von Westen bzw. Norden ein.
Die Grenze zwischen Ober- und Unterinntal an der (alten) Melachmündung bei Zirl und dem Inn-gegenüberliegenden Meilbrünnl bei der Martinswand stellt die alte Landgerichtsgrenze zwischen Sonnenburg und Hörtenberg dar.

## Klima
Geschützt durch die hohen Bergketten weist das Oberinntal ein typisches inneralpines Talklima auf. Es gibt weniger Niederschläge als in den nord- oder südalpinen Staulagen, viel Sonne im Winter, wenig Nebel und Wind. Westlich und nördlich von Landeck erfolgt ein abrupter Übergang zu den niederschlagsreichen Staulagen des Arlberggebietes und der Lechtaler Alpen. Richtung Süden zum Alpenhauptkamm hin (Ötztal, Oberes Gericht) nehmen die Niederschläge hingegen noch weiter ab. Der Jahresniederschlag beträgt im Mittel der Jahre 1971–2000 in Haiming 716,7 mm, in Imst 788,9 mm, in Landeck 753,6 mm und in Prutz 633,6 mm.
|                        | Jan  | Feb  | Mär  | Apr  | Mai  | Jun  | Jul   | Aug   | Sep  | Okt  | Nov  | Dez  |   |       |
| Mittl. Temperatur (°C) | −1,4 | 0,3  | 4,2  | 7,6  | 12,7 | 15,3 | 17,4  | 16,8  | 13,2 | 8,5  | 2,5  | −0,6 | ⌀ | 8,1   |
| Mittl. Tagesmax. (°C)  | 2,6  | 6,0  | 11,0 | 14,5 | 19,8 | 22,3 | 24,6  | 24,1  | 20,4 | 15,2 | 7,1  | 2,7  | ⌀ | 14,2  |
| Mittl. Tagesmin. (°C)  | −4,1 | −3,3 | −0,1 | 2,7  | 7,1  | 9,8  | 11,8  | 11,8  | 8,8  | 4,6  | −0,4 | −3,1 | ⌀ | 3,8   |
|                        |      |      |      |      |      |      |       |       |      |      |      |      |   |       |
| Niederschlag (mm)      | 43,5 | 44,3 | 43,1 | 37,0 | 59,3 | 94,8 | 106,0 | 107,1 | 67,3 | 46,4 | 54,9 | 49,9 | Σ | 753,6 |
|                        |      |      |      |      |      |      |       |       |      |      |      |      |   |       |
| Sonnenstunden (h/d)    | 2,3  | 3,7  | 4,8  | 4,9  | 5,9  | 5,4  | 6,2   | 6,2   | 5,3  | 4,3  | 2,5  | 1,4  | ⌀ | 4,4   |

| −4,1 |

| −3,3 |

| −0,1 |

| 2,7 |

| 7,1 |

| 9,8 |

| 11,8 |

| 11,8 |

| 8,8 |

| 4,6 |

| −0,4 |

| −3,1 |

| −4,1 |

| −3,3 |

| −0,1 |

| 2,7 |

| 7,1 |

| 9,8 |

| 11,8 |

| 11,8 |

| 8,8 |

| 4,6 |

| −0,4 |

| −3,1 |

| N i e d e r s c h l a g | 43,5 | 44,3 | 43,1 | 37,0 | 59,3 | 94,8 | 106,0 | 107,1 | 67,3 | 46,4 | 54,9 | 49,9 |
|                         | Jan  | Feb  | Mär  | Apr  | Mai  | Jun  | Jul   | Aug   | Sep  | Okt  | Nov  | Dez  |

## Bevölkerung
Die Ortskerne liegen meist erhöht auf den Schwemmkegeln der Bäche oder auf den Mittelgebirgsterrassen. Inzwischen wird auch der Talboden zunehmend für Siedlungen und vor allem für Gewerbe genutzt. Die größten Orte und regionale Zentren sind die drittgrößte Gemeinde Tirols, Telfs (16.244 Einwohner), Imst (11.108), Zirl (8324) und Landeck (7616).
Die Bauernhöfe im Oberinntal sind in ihrer Form rätisch geprägt, im Gegensatz zu den bajuwarischen Hofformen des Unterinntals. Die südbairischen Dialekte weisen besonders im Westen einzelne Merkmale des Alemannischen auf.

## Geschichte
Bereits in römischer Zeit, nach den Alpenfeldzügen unter Kaiser Augustus, wurde die antike Via Claudia Augusta angelegt, die Teile des Tals in Nord-Süd-Richtung querte. Um 800 erscheint der zentrale Teil des heutigen Oberinntals urkundlich als pagus Poapintal, dessen administrativer Mittelpunkt in Pfaffenhofen vermutet wird. Im Hochmittelalter ist im Oberinntal umfassender staufischer und welfischer Besitz nachgewiesen. Aus dem Jahr 1291 ist die ausdrückliche Lagebezeichnung de superiori Jntal für das Oberinntal urkundlich bezeugt.

## Wirtschaft und Verkehr

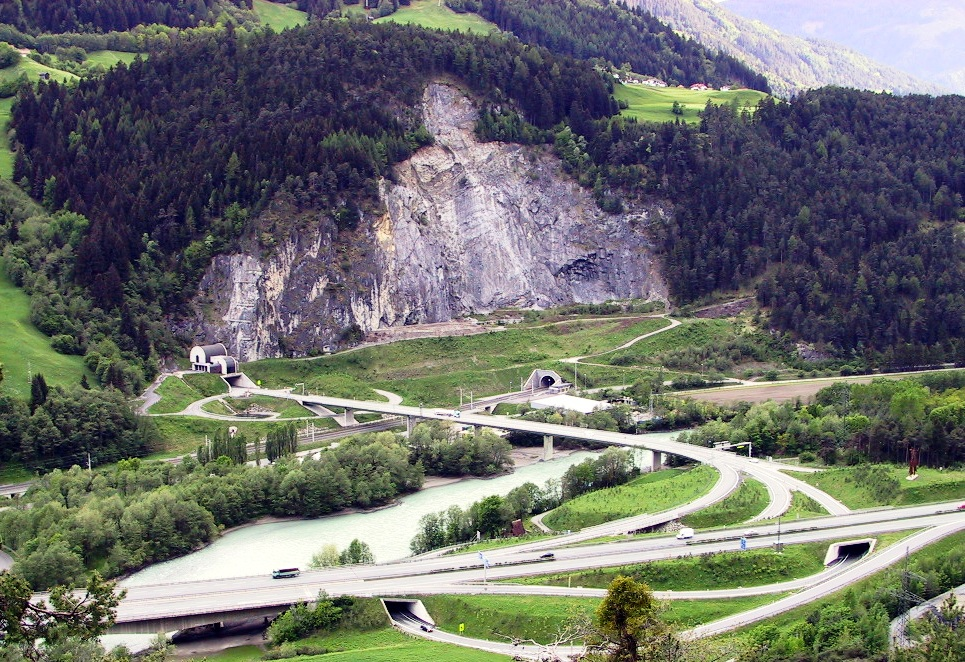
Knoten Oberinntal der Inntalautobahn, Inn, Arlbergbahn und Nordportal des Landecker Tunnels

Im Oberinntal gibt es mehrere Gewerbestandorte, dennoch pendeln zahlreiche Bewohner aus. Landeck, Imst und Telfs waren früher Zentren der Textilindustrie. In den breiteren Talabschnitten und auf den Mittelgebirgsterrassen gibt es gute Voraussetzungen für die Landwirtschaft. Aufgrund der früher üblichen Realteilung ist die Flur stärker gegliedert als im Unterinntal. Anders als in den Seitentälern spielt der Tourismus nur eine geringe Rolle.
Das Oberinntal ist eine bedeutende Verkehrsachse, hier verlaufen die Arlbergbahn, die Inntal Autobahn A12 und die Tiroler Straße. Neben dem Ost-West-Verkehr von Innsbruck Richtung Arlberg benützt auch der alpenquerende Nord-Süd-Verkehr vom Fernpass zum Reschen einen Teil des Tals.